# Élections générales britanniques de 1727
Les élections générales britanniques de 1727 se sont déroulées en Grande-Bretagne du 14 août au 17 octobre 1727. Elles ont été remportées par le parti whig.